# Philippe Riboud
Philippe Riboud (Lyon, 9 de abril de 1957) é um esgrimista francês, campeão olímpico.
Philippe Riboud representou seu país nos Jogos Olímpicos de Verão de 1976 a 1988. Conseguiu a medalha de ouro na espada por equipe em 1980 e 1988.